# Lon Non
Lon Non (Khmer លន់ ណុន; * 18. April 1930 in Prey Veng; † 17. April 1975 in Phnom Penh) war ein kambodschanischer Polizeibeamter, Politiker, General, Botschafter und Innenminister.
Er war der jüngere Bruder von Lon Nol dem Präsidenten des Landes während der Zeit der Republik Khmer. Er galt als pro-amerikanisch und befürwortete Flächenbombardements von Viet Kong gehaltenen Gebieten des Landes durch die US-Luftwaffe - um diese aus dem Land zu vertreiben. Er wurde nach der Eroberung von Phnom Penh durch Truppen der Roten Khmer ermordet. Er galt als loyaler Anhänger seines Bruders, aber auch als rücksichtslos, ineffektiv und korrupt und als einer der Ursachen für die Unbeliebtheit seines Bruders im Land. So soll er die Wahlen 1972 im Sinne seines Bruders manipuliert haben. Auch soll er zusammen mit der CIA mit Heroin gehandelt haben und Waffen an die Aufständischen verkauft haben. Eine Zeitlang diente er als Botschafter des Landes in den USA. Dabei soll er 1973 aus der Schusslinie gebracht worden sein. Er wurde innenpolitisch als nicht mehr tragbar befunden. Im September 1974 kehrte er unerwartet nach Phnom Penh zurück. In seiner Jugend war er eng mit dem Führer der Roten Khmer Pol Pot befreundet.

## Leben
Lon Non wurde in der Provinz Prey Veng als Sohn einer gemischten chinesisch - Kambodschanischen Familie geboren. Sein Vater war Bezirksvorsitzender in Prey Veng später in Siem Reap and Kampong Thom. Er war für die Organisation von einem effektiven Kampf gegen Rebellen bekannt. Er hatte zwei Brüder Lon Nol und Lon Nil. Lon Non ging auf das Collège Norodom Sihanouk in Kampong Cham zur Schule, welche die französischen Kolonialbehörden neu gegründet hatten. Der Unterricht fand in Französisch statt und umfasste klassische Bildung. Während der Schulzeit war er mit einem Jungen mit Namen Solath Sar befreundet, der später unter dem Namen Pol Pot Generalsekretär der Kommunistischen Partei wurde und als Führer des Democratic Kampuchea gilt. Durch die Unterstützung seines Bruders konnte er in Paris Kriminologie studieren. Während der Regierungszeit von Prinz Norodom Sihanouk war er Polizist bei der Militärpolizei im Rang eines Major. Er versuchte zusammen mit dem damaligen Premierminister Long Boret, einen Waffenstillstand mit den Rebellen auszuhandeln. Bis zum Schluss glaubte er an eine Verhandlungslösung.
Nach dem Sturz der Regierung Sihanouk und der herrschenden Partei Sangkum Reastr Niyum durch den damaligen Premierminister Lon Nol stieg er im Schatten seines Bruders steil auf. Er tat sich besonders im Kampf gegen Sisowath Sirik Matak hervor, ein Mitglied der königlichen Familie, welches seinen Bruder im Parlament unterstützt hatte, danach aber mit ihm um die Macht kämpfte. 1972 konnten die Brüder die Machtfrage für sich entscheiden und Sisowath Sirik Matak wurde unter Hausarrest gestellt. Sisowath Sirik Matak brach mit den Brüdern und forderte den Sturz der Regierung, welche er selbst mitgegründet hatte. Da Lon Nol nicht bei guter Gesundheit war, übernahm Lon Non immer mehr Aufgaben und häufte immer mehr Macht an. Neben seiner Position als Innenminister wurde Lon Non zum General der 3. Division ernannt. Doch seine Forderungen nach vermehrten Luftangriffen durch die US-Luftwaffe und seine anti-vietnamesische Rhetorik machten ihn schnell unbeliebt. Auch warf ihm der Journalist Alfred W. McCoy in seinem Buch „The politics of heroin in Southeast Asia“ vor am Schmuggel vor Heroin im großen Stil zusammen mit der CIA beteiligt zu sein. Er wurde für seinen Bruder zur Gefahr und musste 1973 seine Ämter abgeben. Auch für die Amerikaner, welche die Khmer-Republik massiv unterstützten, wurde er zur Belastung. Am 30. April 1973 bestieg er mit seiner Familie ein Flugzeug nach Paris und später nach Washington. Er widersprach Aussagen, die Amerikaner hätten ihn ins Exil gezwungen. Während seiner Zeit als Minister gründete er die Partei គណបក្សសង្គមសាធារណរដ្ Sangkum Sathéaranak Râth, damit er und sein Bruder an den Wahlen am 3. September 1972 teilnehmen konnten. Die Partei gewann sämtliche Sitze im Parlament, da außer der linksgerichteten Partei Pracheachon alle anderen Parteien die Teilnahme an der Wahl verweigert hatten. Lon Non soll die Pracheachon unter seine Kontrolle gebracht haben. Die Teilnahme dieser Partei galt als Alibi, um der Wahl einen demokratischen Anstrich zu verleihen.
In Washington übernahm er die Leitung der Botschaft des Landes, obwohl er kaum Englisch sprach. Am 21. September 1974 kehrte er überraschend nach Phnom Penh zurück. Er übernahm wieder die Leitung der 3. Division, aber kein politisches Amt. Als am 7. April 1975 die Amerikanische Botschaft geräumt wurde und sein Bruder Lon Nol das Land verließ, wollte er an der Evakuierung per Hubschrauber nicht teilnehmen. Trotz der großen Gefahr – die Roten Khmer hatten angekündigt, ihn zu töten – blieb er in der belagerten Hauptstadt Phnom Penh. Er war einer von sieben Personen, deren Hinrichtung die Roten Khmer nach einer Machtübernahme angekündigt hatten.
Während der Eroberung der Stadt kam es zu einer bizarren Szene. Gruppen von Kämpfer traten in frischen, schwarzen, pyjama-artigen Uniformen auf, die denen der Roten Khmer ähnelten. Schnell stellte sich heraus, dass es sich dabei nicht um einmarschierende Rote Khmer Einheiten handelte. Schanberg geht davon aus, dass es sich bei den vermeintlichen Kämpfern um irritierte Studenten oder Regierungsbeamte handelte, die kurz vor der Eroberung die Seiten wechselten. Andere gehen davon aus, dass Lon Non hinter dieser Aktion steckte, um die Eroberer zu verwirren. Die vermeintlichen Khmer-Rouge-Kämpfer wurden schnell enttarnt und von den wirklichen Truppen entwaffnet, viele wurden erschossen.

## Tod
Am 17. April eroberten die Roten Khmer die Hauptstadt des Landes Phnom Penh. An diesem Tag wurde er im Informationsministerium gesehen unter Bewachung von Roten Khmer. Die Roten Khmer hatten alle höheren Repräsentanten der Khmer-Republik via Radio aufgefordert, sich in diesem Ministerium zu versammeln. Etwa 50 Mitglieder der Regierung und des Militärs fanden sich ein. Darunter befanden sich Minister und Generäle. Auch an diesem Tag machte Lon Non den Eindruck, dass er auf eine Zukunft im Land setzte. Er war in Militäruniform gekleidet und erwartete, dass die Roten Khmer mit ihm verhandeln würden. Aber der kommandierende Befehlshaber der Roten Khmer Koy Thuon befahl die Erschießung von Lon Non und anderen Führungsfiguren im Hotel Monorom noch am selben Tag. Im Radio verkündeten die Roten Khmer, Lon Non sei von einer aufgebrachten Menge erschlagen worden. Wie Lon Non tatsächlich ums Leben kam, ist unklar. Der Amerikanische Journalist Sydney Schanberg, der neben Lon Non mit 50 anderen Regierungsmitgliedern und Journalisten von den Roten Khmer gefangen genommen worden war, behauptete in seinem Buch „The Death and Life of Dith Pran“, Lon Non sei von den Roten Khmer erschossen worden. Schanberg stellte nicht explizit klar, ob er Zeuge der Ermordung gewesen war oder dies nur von anderen erfahren hatte.